# Мария де лас Мерседес Орлеанская
Мари́я де лас Мерсе́дес Орлеа́нская и Бурбо́н (24 июня 1860 — 26 июня 1878) — королева-консорт Испании, первая супруга короля Альфонса XII. Она родилась в Мадриде в семье Антуана Орлеанского, герцога де Монпансье и инфанты Луизы Фернанды Испанской.

## Биография

### Семья
Мерсе́дес была прямым потомком трёх ветвей династии Бурбонов: все её бабушки и дедушки были Бурбонами:
- со стороны отца её дедом был Луи-Филипп I — король Франции, представитель младшей ветви французских Бурбонов;
- бабушкой по отцовской линии была Мария Амалия Неаполитанская — дочь Фердинанда I, короля Неаполя и обеих Сицилий, основателя династии Неаполитанских Бурбонов;
- мать принцессы была дочерью испанского короля Фердинанда VII — испанские Бурбоны;
- бабушкой со стороны матери являлась Мария Кристина Бурбон-Сицилийская — ещё одна представительница Неаполитанских Бурбонов.

Принцесса родилась в Королевском дворце в Мадриде. Её крестными были королева Изабелла II и её муж Франсиско де Асис Бурбон. При крещении она получила имя Мария де лас Мерседес Изабелла Франсиска де Асис Антония Луиза Фернанда Филипа Амалия Кристина Франсиска де Паула Рамона Рита Каэтана Мануэла Хуана Хосефа Хоакина Ана Рафаэла Филомена Тереза Сантисима Тринидад Гаспара Мелчора Бальтазара.
Хотя по рождению Мерседес была французской принцессой, она также носила титул испанской инфанты, так как она не только была племянницей королевы Изабеллы II, но и её отец носил титул инфанта, полученный в результате брака с сестрой королевы. Большую часть детства провела во дворце Сан-Тельмо в Севилье. Но, несмотря на близкие родственные связи с королевской четой, семья будущей королевы была нежеланным гостем в Мадриде из-за попыток Антуана Орлеанского самому занять престол. Мария де лас Мерседас была очень близка со всеми своими братьями и сёстрами.
В 1868 году, во время всеобщего мятежа, как и многие представители королевской семьи, покинула Испанию и вернулась только с воцарением своего кузена Альфонса XII в 1874 году.

### Брак
Двумя годами ранее Мария де лас Мерседес и Альфонс XII объявили о своём желании вступить в брак. Бывшая королева Изабелла II была в ярости. Она не желала ещё больше родниться с Антуаном Орлеанским, с которым враждовала, и мечтала женить сына на одной из европейских принцесс. Наилучшей партией, по мнению Изабеллы II, могла бы стать дочь королевы Виктории Беатриса. Также рассматривалась кандидатура Бланки Испанской, дочери Карлоса, герцога Мадридского, противника Изабеллы II в карлистской войне. Но к моменту принятия решения Альфонс уже был королём, поэтому его слово было решающим. По случаю помолвки в декабре 1877 года был устроен шикарный бал, а 23 января 1878 года пара поженилась.

### Кончина
Вскоре после медового месяца выяснилось, что королева больна туберкулёзом. Брак продлился всего шесть месяцев, в течение которых у Мерседес случился выкидыш. Понимая, что он не в силах предотвратить смерть жены, король приходил в отчаяние. Королева Мерседес скончалась через два дня после своего восемнадцатилетия, не приходя в сознание.
Тело Марии де лас Мерседес облачили в чёрно-белые монашеские одеяния и захоронили в Эскориале, но не в королевском склепе, поскольку только королевы, родившие наследников, могли удостоиться этой чести. Позже её прах перенесли в специально построенный в память умершей новый мадридский кафедральный собор Альмудена.
В том же году обезумевший от горя король предпринял попытку суицида, но выжил. Когда министры указали королю на необходимость жениться повторно, он остановил свой выбор на своей бывшей свояченице, Марии Кристине Орлеанской, которая сильно напоминала свою сестру, умершую королеву Марию де лас Мерседес. К несчастью, и она скончалась от туберкулёза, не дожив до свадьбы. Не имея интереса к жизни, Альфонс XII женился на сухой и простой Марии Кристине Австрийской, которая родила ему троих детей.

## Наследие и память
Мария де лас Мерседес была инициатором строительства новой церкви напротив Королевского дворца в Мадриде. Более столетия спустя, в 2004 году в Соборе Альмудена состоялось венчание принца Астурийского Фелипе и Летисии Ортис Рокасолано.
В честь неё назван город «Рейна Мерседес» (с исп. — «Королева Мерседес») в провинции Изабелла на Филиппинах.
Испанский крейсер, участвовавший в испано-американской войне, также носит имя «Регина Мерседес».
С её именем также связана легенда о Швейной королевы.

## В популярной культуре

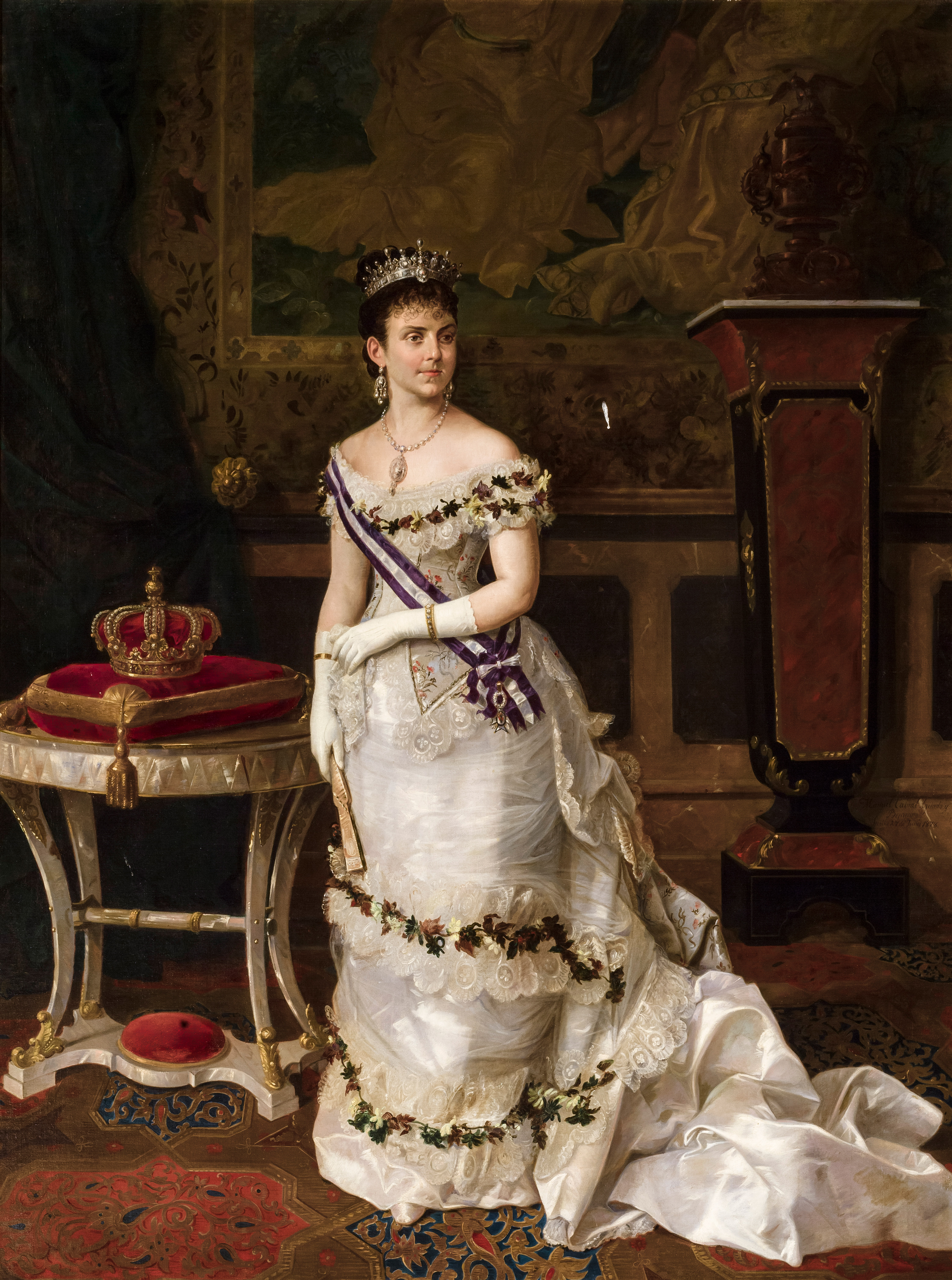
Портрет в день свадьбы

Преждевременная смерть королевы Марии де лас Мерседес и неподдельная скорбь её супруга, который удалился от двора и переживал своё горе в Королевском дворце Риофрио (Сан-Ильдефонсо, Сеговия, вызвали широкий отклик в народном творчестве. Стала очень популярной песня, написанная о любви молодой королевской четы.
История отношений Марии де лас Мерседес и Альфонса была экранизирована. В 1958 году вышел фильм «Куда идёшь ты, Альфонс XII?»(¿Dónde vas, Alfonso XII?), а в 1960 его сиквел — «Куда идёшь ты, печалясь?» (¿Dónde vas triste de ti?). Роль Марии де лас Мерседес исполнила Пакита Рико.
Также судьба Марии де лас Мерседес вдохновила трио «Кинтеро, Леон и Кирога» на написание «Романса королевы Мерседес», перепетого впоследствии многими музыкантами.
В 2003 году Мария Пилар Керальт опубликовала исторический роман «Милая жена Альфонса», где подробно описала историю жизни и любви королевы Мерседес.